# Ga đường sắt cao tốc Đào Viên
Đào Viên (tiếng Trung: 高鐵桃園站; bính âm: Gāotiě Táoyuán Zhàn) là ga đường sắt cao tốc và tàu điện ngầm ở Đào Viên, Đài Loan được phục vụ bởi Đường sắt cao tốc Đài Loan và sân bay Đào Viên MRT, và còn được gọi là ga Qingpu (tiếng Trung: 青埔車站).

## Lịch sử
Vào ngày 10 tháng 11 năm 2006, nhà ga đã mở cửa phục vụ. Vào ngày 5 tháng 1 năm 2007, đoạn từ Ga Bản Kiều đến Ga Tân Tả Doanh được mở để phục vụ và các chuyến tàu bắt đầu dừng tại ga.
Công ty Đường sắt cao tốc Đài Loan đã ký hợp đồng với China Airlines về các dịch vụ ưu đãi tại nhà ga này cho hành khách đi nước ngoài của hãng.
Nhà ga được kết nối với sân bay Đào Viên MRT bắt đầu dịch vụ đến nhà ga vào ngày 2 tháng 3 năm 2017, kết nối nhà ga với tàu điện ngầm Đào Viên.